# Ana Paula Aguirre
Ana Paula Aguirre (25 de marzo de 1987, San Lorenzo) es una triatleta argentina que se destaca principalmente en la corrida, siendo una de las mejores en su país. Estudia farmacia en la Universidad Nacional de Rosario. Se clasificó para el mundial de fast triathlon de Niterói, Brasil en marzo del 2011.
En 2006 debutó en las competiciones, ganando en la categoría de Bicicleta de montaña en Ciudad de Panamá y compitiendo en el Triatlón de la Setúbal en Santa Fe.

## Trayectoria deportiva
En 2008 fue campeona de duatlón y Triatlón y bicampeona argentina de triatlón sub-23 en 2010 y 2011. En 2010 logró el título nacional argentino de duatlón sprint. Ese mismo año consiguió el segundo puesto en el half triathlon Concordia. Su mayor logro fue el quinto puesto que consiguió en la clasificación general femenina de Triatlón de la Paz en 2011, siendo la primera entre las corredoras sudamericanas.
Años después dejó el triatlón por un accidente en Chile que le afectó a brazos y piernas y retomó sus estudios de farmacia.